# Schmackeboom
«Schmackeboom» — пісня шведського співака французького походження Tacfarina Yamoun під псевдонімом «Le Tac». Як сингл вийшла 2 липня 2014 року під лейблом Warner Music Sweden. Одним з авторів композиції став шведський продюсер Anderz Wrethov.
Пісня була перезаписана офіційно у семи версіях. Більша частина кожної версії виконується французькою, а фраза перед приспівом промовляється англійською, шведською, німецькою, італійською або іспанською мовою (відповідно до версії). Також був виданий окремий сингл для реміксів.
Назва пісні (найімовірніше) походить від шведського «schmacka» (укр. пустувати).
З 2014 року пісня звучала на радіостанціях України, Росії, Швеції, Польщі, та інших держав.

## Відеокліп
У серпні 2014 року на каналі співака був представлений відеокліп до пісні. На відео співак, замісивши тісто, починає стукати по-сідницях напів-оголених жінок, що з'являються на кухні. Після цього він починає танцювати серед них разом зі своїм колегою. У одному з епізодів на тілі жінки показано шведський прапор.
Дане відео було заборонене для перегляду на Youtube неповнолітнім особам та незареєстрованим користувачам.
З 2014 по 2016 роки відео неодноразово отримувало ефіри на телеканалах Music box та M1, а також потрапляло до «головного хіт-параду країни» на M1.

## Трек-лист

### Офіційна версія
1. Schmackeboom (Do You Want To F**k With Me) — англійська
2. Schmackeboom (Voulez-vous crac-crac avec moi) — французька
3. Schmackeboom (Wollen Sie Bumsen Mit Mich) — німецька
4. Schmackeboom (Vuoi Scopare Con Me) — італійська
5. Schmackeboom (Quieres Follar Conmigo) — іспанська
6. Schmackeboom (Vill du knulla med mig) — шведська
7. Schmackeboom (Do You Want To Cook With Me) — англійська

### Ремікс-версії[2]
1. Schmackeboom (Do You Want To Fuck With Me) (English Radio Edit)
2. Schmackeboom (Do You Want To Fuck With Me) (Around The Globe Remix)
3. Schmackeboom (Do You Want To Fuck With Me) (Peet Syntax & Alexie Divello Remix)
4. Schmackeboom (Do You Want To Fuck With Me) (Esquille's Small Room Club Remix)
5. Schmackeboom (Voulez Vous Crac Crac Avec Moi) (French Radio Edit)
6. Schmackeboom (Voulez Vous Crac Crac Avec Moi) (Around The Globe Remix)
7. Schmackeboom (Voulez Vous Crac Crac Avec Moi) (Peet Syntax & Alexie Divello Remix)
8. Schmackeboom (Wollen Sie Bumsen Mit Mich) (German Radio Edit)
9. Schmackeboom (Wollen Sie Bumsen Mit Mich) (Around The Globe Remix)
10. Schmackeboom (Wollen Sie Bumsen Mit Mich) (Peet Syntax & Alexie Divello Remix)
11. Schmackeboom (Wollen Sie Bumsen Mit Mich) (Esquille's Small Room Club Remix)